# District de Kume
Le district de Kume (久米郡, Kume-gun) est un district de la préfecture d'Okayama au Japon.
Au 1er février 2015, sa population était de 19 751 habitants pour une superficie de 310,82 km2 et une densité de population de 63,5 habitants au km².

## Communes du district
- Kumenan
- Misaki